# Mustelirallus albicollis
La schiribilla collobianco  o schiribilla golacenere (Mustelirallus albicollis (Vieillot, 1819)), unica specie del genere Mustelirallus Bonaparte, 1856, è un uccello della famiglia dei Rallidi originario delle regioni settentrionali, centro-meridionali e sud-orientali del Sudamerica.

## Tassonomia
Attualmente vengono riconosciute due sottospecie di schiribilla collobianco:
- M. a. olivacea (Vieillot, 1819) (dalla Colombia alla Guiana e Brasile settentrionale);
- M. a. albicollis (Vieillot, 1819) (dal Brasile orientale alla Bolivia orientale, Paraguay e Argentina settentrionale).

## Descrizione
La schiribilla collobianco misura 21,5–24 cm di lunghezza. Le regioni superiori sono oliva-grigiastre, segnate da numerose macchie e strisce nere; le primarie e le secondarie sono di colore marroncino uniforme; i lati della testa e del collo, e la superficie inferiore del corpo sono di colore ardesia uniforme; la gola è grigio chiaro; la parte bassa dei fianchi e le copritrici del sottoala sono segnati da strisce bianche e nere. L'iride è rossa, il becco è prevalentemente di colore verdastro, nerastro sul ramo superiore, e le zampe sono marroncine. I sessi sono simili.

## Distribuzione e habitat
La schiribilla collobianco è presente nelle regioni centro-settentrionali e orientali della Colombia, attraverso le regioni settentrionali e sud-orientali del Venezuela, fino alla Guiana; nel Brasile centro-settentrionale e orientale, fino a Paraguay e Argentina nord-orientale, a sud, e nella Bolivia settentrionale e orientale. Vive anche a Trinidad.
Popola le paludi d'acqua dolce delle regioni tropicali e, occasionalmente, subtropicali.

## Biologia
Le abitudini di questa specie sono poco note. La dieta comprende insetti e loro larve e semi di piante erbacee. Il nido è costituito da una grossa struttura semisferica fatta di fili d'erba secca intrecciati, posta sul terreno o in prossimità di esso, ben nascosta tra le radici degli alberi o l'erba alta. Ciascuna covata è composta da 2-5 uova.